# Chiara Tiddi
Chiara Tiddi (16 december 1988) is een Italiaans hockeyster.

## Levensloop
Tiddi is afkomstig uit Rome. Aldaar deed ze op 7-jarige leeftijd haar eerste hockey-ervaring op. Nog voor haar 20e verjaardag maakte ze de overstap naar de Spaanse competitie, alwaar ze uitkwam voor Real Sociedad. In 2015 keerde ze terug naar deze Spaanse club. Vervolgens maakte ze de overstap naar het Belgische KHC Dragons en in 2018 naar het Nederlandse HC Kampong. Sinds 2021 komt ze uit voor Larensche MHC.
Daarnaast was ze actief bij het Italiaans hockeyteam, waarvan ze sinds 2011 kapitein was. Ze maakte haar debuut in de nationale ploeg in 2006 tijdens de Intercontinentale Beker te Rome - dat gold als kwalificatietornooi voor het wereldkampioenschap van 2006 te Madrid - en verzamelde sindsdien meer dan 200 caps. In 2021 zette ze haar activiteiten als international stop.